# Astensjön
Astensjön är en sjö i Halmstads kommun i Halland och ingår i Nissans huvudavrinningsområde. Sjön har en area på 0,0913 kvadratkilometer och ligger 135,2 meter över havet. Vid provfiske har abborre fångats i sjön.

## Delavrinningsområde
Astensjön ingår i det delavrinningsområde (630613-133670) som SMHI kallar för Ovan 630227-133219. Medelhöjden är 145 meter över havet och ytan är 43,84 kvadratkilometer. Det finns inga avrinningsområden uppströms utan avrinningsområdet är högsta punkten. Sännan som avvattnar avrinningsområdet har biflödesordning 2, vilket innebär att vattnet flödar genom totalt 2 vattendrag innan det når havet efter 28 kilometer. Avrinningsområdet består mestadels av skog (79 procent). Avrinningsområdet har 1,56 kvadratkilometer vattenytor vilket ger det en sjöprocent på 3,5 procent.